# Lorenzo Calogero

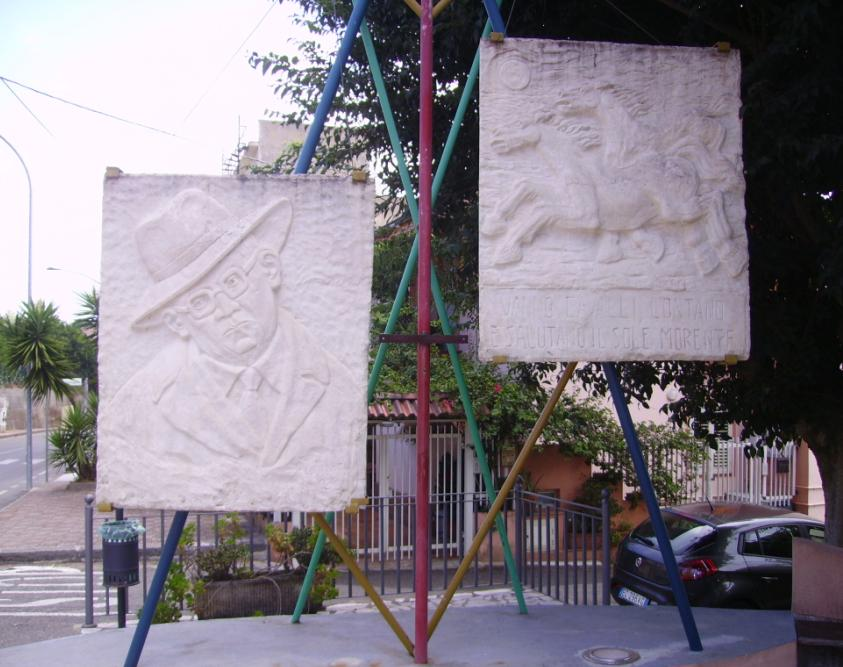
Monumento a Lorenzo Calogero a Melicuccà

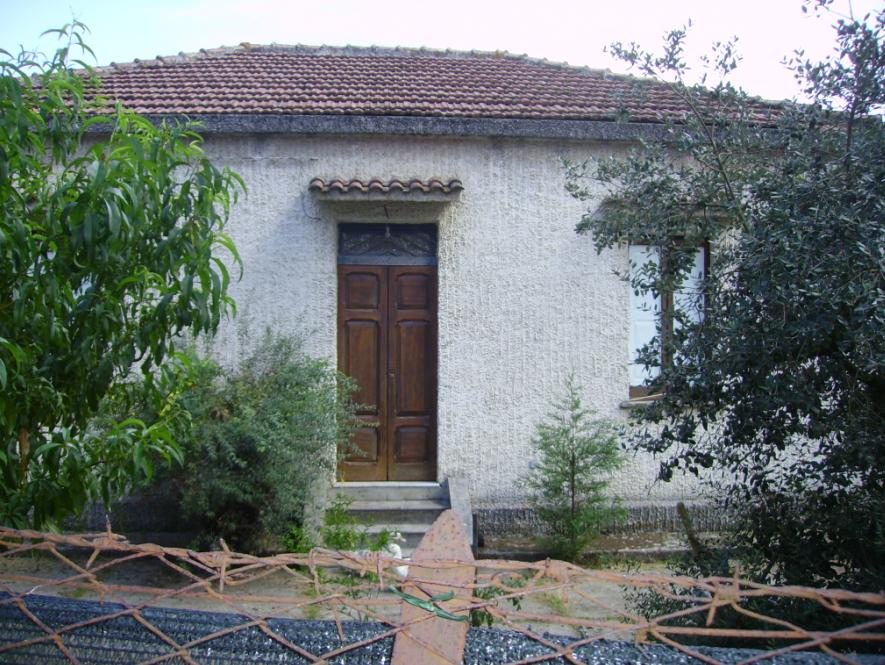
Casa di Lorenzo Calogero a Melicuccà

Lorenzo Calogero (Melicuccà, 28 maggio 1910 – Melicuccà, 25 marzo 1961) è stato un poeta italiano.

## Biografia
Terzo di sei fratelli, nacque a Melicuccà, in provincia di Reggio Calabria, nel 1910 da famiglia benestante. Si laureò in medicina a Napoli nel 1937 e l'anno dopo conseguì l'abilitazione all'esercizio della professione medica a Siena. La sua fu una vita interiormente tormentata e ossessionata dal pensiero della morte. Dopo due tentativi di suicidio (1942 e 1956), morì in circostanze mai chiarite nel paese natale, in estrema solitudine. Il 21 marzo 1961 Calogero fu visto per l'ultima volta dai vicini di casa; il suo cadavere fu trovato il 25 marzo, steso sul letto della sua camera.
Viene citato in diversi testi di critica letteraria. Le sue poesie furono pubblicate, a cura di Roberto Lerici, dalla omonima casa editrice di Milano tra il 1962 e il 1966. Nella raccolta di poesie Come in dittici, edita dalla casa editrice MAIA (Siena) nel 1956, si scorge già in lui quella crisi psichica, aggravatasi anche a causa del peggiorare delle condizioni di salute fisica, che lo porterà alla perdita del controllo sui sentimenti.
Di lui Leonida Rèpaci, parlando dei poeti calabresi degli anni '60, disse:
Leonardo Sinisgalli, nell'introduzione al volume Come in dittici, scrisse: 
Nel numero 37 di Nuovi argomenti della Arnoldo Mondadori Editore (gennaio-marzo 2007) sono pubblicate alcune poesie inedite. I suoi manoscritti sono stati conservati presso la Casa della Cultura Leonida Repaci di Palmi fino al marzo 2009, quando per iniziativa della Regione Calabria, alla quale la famiglia ne aveva affidato la custodia circa 20 anni prima, e dell'Università della Calabria sono stati prelevati per essere archiviati in forma digitale sì da permetterne l'accesso agli studiosi. Diverse traduzioni in francese (gruppo di ricerca CIRCE, dir. J.-Ch. Vegliante) e antologia di Poesie, 2015 (71 p.)
Nel 2010-2011 vengono celebrati i 100 anni dalla nascita e i 50 anni dalla morte con l'adesione del Presidente della Repubblica. Una serie di iniziative di promozione vengono curate da Nino Cannatà per l'associazione culturale Villanuccia prima in Calabria, a Melicuccà poi a Roma con un Convegno in Campidoglio e la produzione di un'opera video teatrale per la regia di Nino Cannatà presso il Teatro Belli di Roma con Roberto Herlitzka, Lydia Mancinelli e la collaborazione di Carlo Emilio Lerici.